# Дін Дін (тенісистка)
Дін Дін (нар. 17 серпня 1977) — колишня китайська тенісистка.
Найвищу одиночну позицію світового рейтингу — 228 місце досягла 23 листопада 1998, парну — 255 місце — 3 серпня 1998 року.
Здобула 2 одиночні та 3 парні титули туру ITF.

## Фінали ITF
| турніри $25,000 |
| турніри $10,000 |

### Одиночний розряд (2–4)
| Результат | Ранг | Дата            | Турнір             | Покриття | Суперниця     | Рахунок       |
| --------- | ---- | --------------- | ------------------ | -------- | ------------- | ------------- |
| Перемога  | 1.   | 2 березня 1998  | Нью-Делі, Індія    | Тверде   | Цінь Ян       | 6–1, 7–5      |
| Поразка   | 2.   | 21 червня 1998  | Маунт-Плезант, США | Тверде   | Ванесса Вебб  | 6–4, 6–7, 2–6 |
| Поразка   | 3.   | 19 липня 1998   | Циндао, КНР        | Тверде   | Ї Цзін-Цянь   | 2–6, 3–6      |
| Поразка   | 4.   | 2 квітня 2000   | Нанкін, КНР        | Тверде   | Лі На         | 2–6, 2–6      |
| Поразка   | 5.   | 17 вересня 2000 | Хух-Хото, КНР      | Тверде   | Сунь Тяньтянь | 4–6, 3–6      |
| Перемога  | 6.   | 10 червня 2001  | Хух-Хото, КНР      | Тверде   | Чжен Цзє      | 7–5, 3–6, 6–3 |

### Парний розряд (3–4)
| Результат | Ранг | Дата              | Турнір               | Покриття | Партнерка  | Суперниці                     | Рахунок       |
| --------- | ---- | ----------------- | -------------------- | -------- | ---------- | ----------------------------- | ------------- |
| Поразка   | 1.   | 10 серпня 1997    | Катанія, Італія      | Ґрунт    | Ні Вей     | Джулія Казоні Сабіна Да Понте | 4–6, 2–6      |
| Перемога  | 2.   | 10 листопада 1997 | Маніла, Філіппіни    | Тверде   | Лі Тін     | Ху Чін-Бі Вен Цзитін          | 7–5, 6–3      |
| Перемога  | 3.   | 2 березня 1998    | Нью-Делі, Індія      | Тверде   | Лі Тін     | Мотое Утіда Цінь Ян           | 6–3, 6–2      |
| Поразка   | 4.   | 10 травня 1998    | Сеул, Південна Корея | Ґрунт    | Лі Тін     | Чо Юн Чон Пак Сон Хі          | 1–6, 6–3, 2–6 |
| Поразка   | 5.   | 2 квітня 2000     | Нанкін, КНР          | Тверде   | Лінь Я-мін | Лі На Лі Тін                  | 1–6, 6–7(3–7) |
| Перемога  | 6.   | 23 квітня 2000    | Далянь, КНР          | Тверде   | Лі На      | Чан Кйон Мі Сатоко Куріока    | 7–5, 6–3      |
| Поразка   | 7.   | 17 вересня 2000   | Хух-Хото, КНР        | Тверде   | Тан Янь    | Сунь Тяньтянь Чень Янь        | 0–6, 3–6      |